# Marie Paříková (teatroložka)
Marie Paříková (31. července 1934 Bratislava) je česká teatroložka, knihovnice, autorka a moderátorka rozhlasových pořadů a autorka publikací a novinových článků.

## Život
Roku 1957 nastoupila do Městské knihovny v Praze. Posléze vystudovala divadelní vědu na Filozofické fakultě Univerzity Karlovy. Tématem její diplomové práce bylo dílo herečky Marie Hübnerové. Od druhé poloviny 70. let do první poloviny 90. let 20. století vykonávala funkci vedoucí Divadelního a filmového oddělení Městské knihovny v Praze. V této funkci iniciovala vydání oborových skript jako pomůcky pro studenty a souborů monologů pro zájemce o studium herectví či založení výstřižkové služby, čímž položila základ rozsáhlé sbírky výstřižků, která je zájemcům v Divadelním a filmovém oddělení Městské knihovny v Praze k dispozici dodnes.
Je spoluautorkou životopisu Oldřicha Nového, autorkou knihy Dobrá kuchařka českých šlechticů a měšťanů od gotiky po baroko.  Spolupracovala na tvorbě výtvarné stránky publikace Vídeňské lidové divadlo. Působila jako autorka a moderátorka rozhlasových pořadů. Do Lidové demokracie přispívala články především o televizních pořadech a inscenacích. Angažovala se v předsednictvu Syndikátu novinářů, Klubu kultury Syndikátu novinářů a jako šéfredaktorka přináležejícího časopisu Kultura.

## Dílo (výběr)
- William Shakespeare 1564-1616: Shakespearovo dílo a literatura ve fondech M[ěst.] l[id.] k[nihovny]. 1. [díl], Literatura knižní. Praha: Měst. lid. knihovna, 1965. 87 s. Metodické texty a bibliografie Městské knihovny v Praze.
- Od jara do zimy: pásmo poezie pro děti. Praha: Dilia, 1967. 119 s.
- Jas a žár Února: pásmo a materiály k oslavě 20. výročí Vítězného února. Praha: Dilia, 1968. 65 s.
- Píseň o rodné zemi: pásmo poezie z díla českých a slovenských básníků k 50. výročí Československa. Praha: Dilia, 1968. 52 l.
- Zemi krásné, zemi milované: Sborník materiálů k 50. výročí Československa. Praha: Dilia, 1968. 176, [1] s.
- Rozhlas - Televize: literatura o rozhlasu a televizi ve fondech Divadelního a filmového odd. Městské knihovny. 1. vyd. Praha: Městská knihovna, 1971. 83 s. Metodické texty a bibliografie Městské knihovny v Praze.
- V Říši loutek: bibliografie o loutkovém divadle. 1. vyd. Praha: Městská knihovna, 1971. 47 s.
- České divadlo. [Díl] 1, Dějiny českého divadla od nejstarší doby do roku 1918. Praha: Městská knihovna, 1983. 108 s. Metodické texty a bibliografie Městské knihovny v Praze.
- České divadlo. 3., Stručné dějiny českého divadla od počátku do vzniku samostatného českého státu 1918. Praha: Městská knihovna, [1983]. 28 s. Metodické texty a bibliografie Městské knihovny v Praze.
- České divadlo. [4], Činoherní divadlo v Československé republice a za nacistické okupace 1918-1945. Praha: Městská knihovna, 1986. ii, 74 s. Metodické texty a bibliografie Městské knihovny v Praze.
- František Hrubín - dramatik: 1910-1971. Praha: Městská knihovna, 1986. 63 s. Metodické texty a bibliografie Městské knihovny v Praze.

### Spoluautorství
- LANGR, Antonín a PAŘÍKOVÁ, Marie. Oldřich Nový. 1. vyd. Praha: Orbis, 1969. 128, [2] s. Proměny; Sv. 26.
- ŠINKMAJER, Ladislav, ed., PAŘÍKOVÁ, Marie, ed. a PAŽOUTOVÁ, Ludmila, ed. Můj válkou postřelený dům: Literárně hudební pásmo k 35. výročí osvobození Československa [Sovětskou armádou]. Praha: Městská knihovna, 1980. 58, [1] s. Metodické texty a bibliografie Městské knihovny v Praze.
- BOUČKOVÁ, Hana a PAŘÍKOVÁ, Marie. České divadlo. 2., Bibliografie knih o profesionálním divadle v českých zemích ve fondech divadelního a filmového útvaru Městské knihovny v Praze. Praha: Městská knihovna, [1983]. 79 s. Metodické texty a bibliografie Městské knihovny v Praze.
- PAŘÍKOVÁ, Marie, ed. a CIPROVÁ, Inka, ed. Dobrá kuchařka českých šlechticů a měšťanů od gotiky po baroko: 444 receptů na jídla vařená, dušená, smažená, pečená, slaná i sladká, neobvyklá i tradiční, jak je vařili naši předkové anebo je můžeme připravovat i my, když máme chuť na změnu. 1. vyd. Praha: Avatar, 1995. 178 s. ISBN 80-85862-09-3.